# خضر حمزة
خضر حمزة هو عالم فيزياء نووية عراقي عمل في برنامج صدام حسين النووي في الثمانينيات وأوائل التسعينيات. بعد حرب الخليج، غادر العراق في عام 1994 وذهب إلى المنفى في الولايات المتحدة. قدم شهادات لوكالات الاستخبارات الغربية تدعي أن برامج أسلحة الدمار الشامل لصدام حسين كانت نشطة ومستمرة. ومع ذلك، دُحضت الادعاءات المتعلقة بوجود برامج فعالة لأسلحة الدمار الشامل بما في ذلك الأسلحة النووية، وشُوه دوره الذي وصفه بأنه رئيس سابق لبرنامج العراق للأسلحة النووية.

## التعليم
جاء حمزة أولاً إلى الولايات المتحدة في الستينيات، حيث التحق بمعهد ماساتشوستس للتكنولوجيا بعد أن أوصاه عبد الجبار عبد الله، عالم عراقي بارز وخريج من المعهد نفسه. بعد ذلك، حضر جامعة ولاية فلوريدا، حيث حصل على درجة في الفيزياء النووية. كان ينوي البقاء بشكل دائم في أمريكا، لكن بعد انقلاب عام 1968، سمع عن اعتقال وتعذيب أسر أقاربه الذين يعيشون في الخارج. خوفًا على والديه وتهديدات من الموساد ومنظمة التحرير الفلسطينية بسبب رفضه عرضًا لتطوير قنابل نووية لصالح منظمة التحرير الفلسطينية (الشخص الذي تواصل معه بشأن الوظيفة زُعم أنه أغتيل على يد الموساد في عام 1978 في باريس)، قدم طلبًا للعودة إلى العراق.

## البرنامج النووي العراقي
عند عودته إلى العراق في عام 1970، بدأ العمل في الأبحاث النووية والأسلحة النووية. ادعى أنه أقنع صدام حسين ببدء برنامج للأسلحة النووية، وأدخل العراق في الوكالة الدولية للطاقة الذرية، وكان مسؤولاً عن شراء وبناء وتشغيل مفاعل أوزيراك ومنشأة بغداد للبحوث النووية (المعروفة باسم منشأة التويثة للأبحاث النووية)، وبحلول عام 1981، كان مسؤولاً عن البرنامج النووي العراقي (خلفًا لحسين الشهرستاني). خلال حرب الخليج، ادعى أنه أكمل العمل على قنبلة مستقرة يمكن استخدامها ضد إسرائيل، على الرغم من أنها كانت كبيرة جدًا بحيث لا يمكن أن تناسب صاروخًا (ادعى أنها كانت بقطر 4 أقدام، بحجم قنبلة "الرجل البدين")، ولم تكن تحتوي على القلب النووي.

## الحياة بعد الحرب
بعد حرب الخليج، استجابةً لزيادة القيود التي فرضها صدام حسين على العلماء، غادر حمزة العراق وانشق إلى الولايات المتحدة.
في عام 2000، شارك في تأليف الكتاب "صانع قنابل صدام: الهروب الجريء للرجل الذي بنى سلاح العراق السري" مع جيف شتاين.
في شهادة أمام لجنة مجلس الشيوخ الأمريكي للعلاقات الخارجية في عام 2002، ذكر حمزة أن العراق يمتلك أكثر من عشرة أطنان من اليورانيوم، وطناً واحداً من اليورانيوم المخصب قليلاً، الذي زعم أنه كافٍ لبناء ثلاث قنابل نووية بحلول عام 2005. استخدمت هذه الشهادة، بالإضافة إلى تصريحات أخرى من حمزة، من قبل الحكومة الأمريكية كجزء من مبرراتها لغزو العراق في عام 2003.
تُحدِّيت مؤهلات وشهادات حمزة من قبل آخرين ينفون معرفته ببرنامج العراق النووي. اتهم عماد خضر، عالم سابق في الهيئة العراقية للطاقة الذرية، حمزة بالمبالغة "إلى حد كبير في دوره الخاص في برنامج الأسلحة النووية." وصف حسين كامل المجيد، صهر صدام حسين، الذي انشق إلى الأردن في عام 1995، حمزة بأنه "كاذب محترف". صرح ديفيد أولبرايت، مفتش أسلحة نووية سابق في العراق ومدير معهد العلوم والأمن الدولي، حيث عمل حمزة بين عامي 1997 و1999، قائلاً: "كان لدى حمزة بعض المعلومات الجيدة حول البرامج النووية العراقية حتى مغادرته العراق، لكن هذا كل شيء. ولكنه انحرف عن المسار. بدأ في قول أشياء غير مسؤولة."
في عام 2002، انتقد سكوت ريتر، زميل أولبرايت، بشدة إدارة بوش ووسائل الإعلام لاستخدام شهادة حمزة كذريعة لغزو العراق:
"استحوذنا على جميع سجلات البرنامج النووي العراقي، وخاصة السجلات الإدارية. حصلنا على أسماء الجميع، حيث عملوا، ماذا فعلوا، وأعلى القائمة، كان صانع قنابل صدام رجلًا يدعى جعفر ضياء جعفر، وليس خضر حمزة، وإذا نظرت إلى قائمة كبار المسؤولين الإداريين، فلن تجد اسم حمزة هناك. في الواقع، لم نجد اسمه على الإطلاق. لأنه في عام 1990، لم يكن يعمل في البرنامج النووي العراقي. لم يكن لديه معرفة به لأنه كان يعمل كمتخصص في الرشوة لصالح حسين كامل في القصر الرئاسي.
ذهب إلى شمال العراق والتقى بأحمد الجلبي. دخل وقال: "أنا صانع قنابل صدام." فاتصلوا بوكالة المخابرات المركزية وقالوا: "نحن نعرف من أنت، أنت لست صانع قنابل صدام، اذهب وقم ببيع قصتك لشخص آخر." وأُطلِق سراحه، ورُفِض من قبل جميع وكالات الاستخبارات في ذلك الوقت، إنه محتال.
وهنا نحن، شخص تعرف وكالة المخابرات المركزية أنه محتال، وتعرف الحكومة الأمريكية أنه محتال، يُسمح له بالجلوس أمام لجنة العلاقات الخارجية في مجلس الشيوخ الأمريكي وتقديم شهادة كشاهد خبير. لدي مشكلة مع ذلك، لدي مشكلة مع وسائل الإعلام الأمريكية، وقد أخبرتهم مرارًا وتكرارًا أن هذا الرجل هو محتال يمكن توثيقه، مزيف، ومع ذلك يُسمح له بالظهور على سي إن إن وإم إس إن بي سي وسي إن بي سي، والشهادة كما لو كان يعرف ما يتحدث عنه حقًا.